# ناحیه سونتار
ناحیه سونتار (به لاتین: Suntarsky District) یک منطقهٔ مسکونی در روسیه است که در یاقوتستان واقع شده‌است.